# Tosa Kuroshio Railway
La Société des chemins de fer Tosa Kuroshio (土佐くろしお鉄道株式会社, Tosa Kuroshio Tetsudō Kabushiki Gaisha) est une entreprise japonaise de transport ferroviaire de passagers de troisième secteur. Elle exploite un réseau de voies ferrées couvrant une partie de l'île de Shikoku. Son siège social se trouve dans la gare de Nakamura à Shimanto. Son premier actionnaire est le gouvernement de la préfecture de Kōchi.

## Histoire
- 6 mai 1986 : La société est créée avec un capital de départ d'environ 400,5 millions de ¥[1].
- 2 novembre 1986 : La 1re assemblée générale extraordinaire des actionnaires a lieu[1].
- 1er juin 1987 : Le capital de la société passe à 500 millions de ¥[1].
- 18 décembre 1987 : Obtention de la licence d'exploitation de la ligne Nakamura appartenant à la Japanese National Railways[1].
- 28 janvier 1988 : La licence d'exploitation de la ligne Asa appartenant elle aussi à la Japanese National Railways est acceptée[1].
- 1er avril 1988 : La ligne Nakamura passe sous le contrôle de la société, ouverture de la ligne Nakamura entre les gares de Kubokawa et  Nakamura[1].
- 1er octobre 1997 : Ouverture de la ligne Sukumo entre les gares de  Nakamura et Sukumo[1].
- 1er juillet 2002 : Ouverture de la ligne Asa entre les gares de Gomen et Nahari[1].
- 8 décembre 2003 : Interruption de la ligne entre Kaina et Iyoki sur la ligne Nakamura à la suite d'un glissement de terrain.
- 10 janvier 2004 : Réouverture de la section fermée sur la ligne Nakamura.
- 2 mars 2005 : Collision de train dans la gare de Sukumo sur la ligne Sukumo, le trafic en direction de Sukumo est suspendu[1].
- 13 juin 2005 : Le trafic reprend entre Nakamura et la gare de Higashi-Sukumo[1].
- 1er novembre 2005 : La circulation reprend intégralement sur toute la ligne Sukumo[1].
- 1er mars 2006 : Instauration de la numérotation des gares.

## Caractéristiques

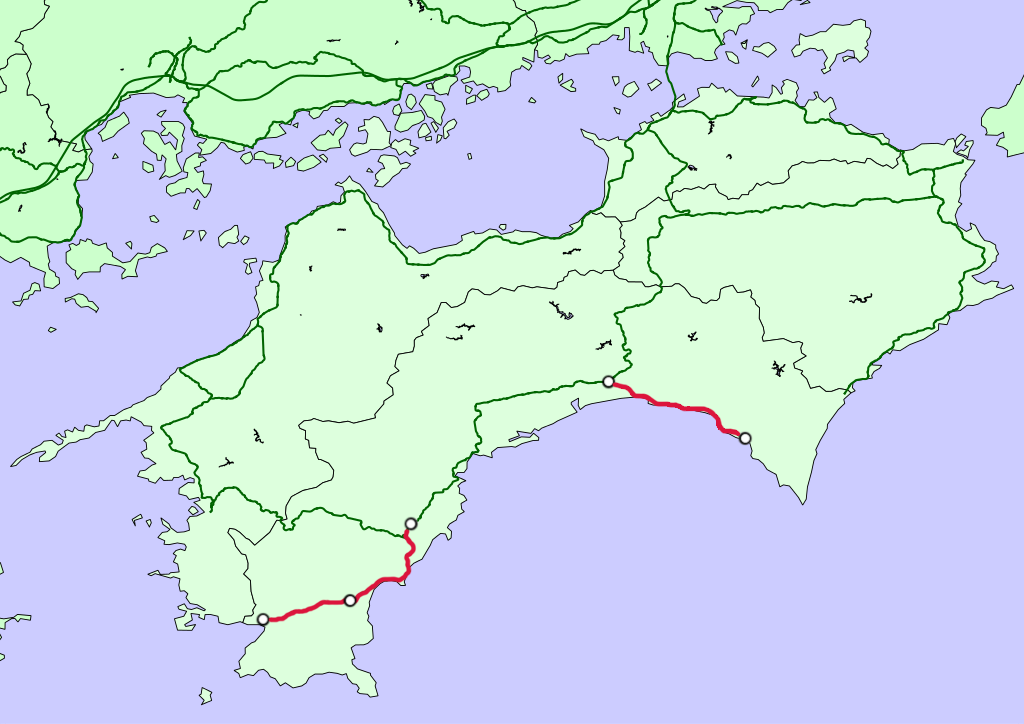
Carte des lignes Asa (à droite) et Sumuko + Nakamura (à gauche) sur l'île de Shikoku

### Société
Société du troisième secteur du chemin de fer, elle est détenue à plus de 90 % par la préfecture de Kōchi et 23 municipalités de la préfecture. Son directeur actuel est Toshiharu Terada, qui a travaillé dans la société Kintetsu Corporation. Le nom de la société fait référence à l'ancienne province de Tosa et au courant marin Kuroshio qui passe au sud de Shikoku.

### Réseau
L'entreprise exploite trois lignes au sud de l'île de Shikoku :
- la ligne Nakamura entre Kubokawa et Nakamura (43 km de longueur),
- la ligne Sukumo entre Nakamura et Sukumo (23,6 km de longueur),
- la ligne Asa entre Gomen et Nahari (42,7 km de longueur).

Les gares des lignes Nakamura et Sukumo portent le code TK (Tosa Kuroshio) et les gares de la ligne Asa portent le code GN (Gomen Nahari).

### Matériel roulant
Sur les lignes Nakamura et Sukumo, la compagnie exploite des rames de la série TKT 8000 tandis que sur la ligne Asa, elle utilise des rames de la série 9640.

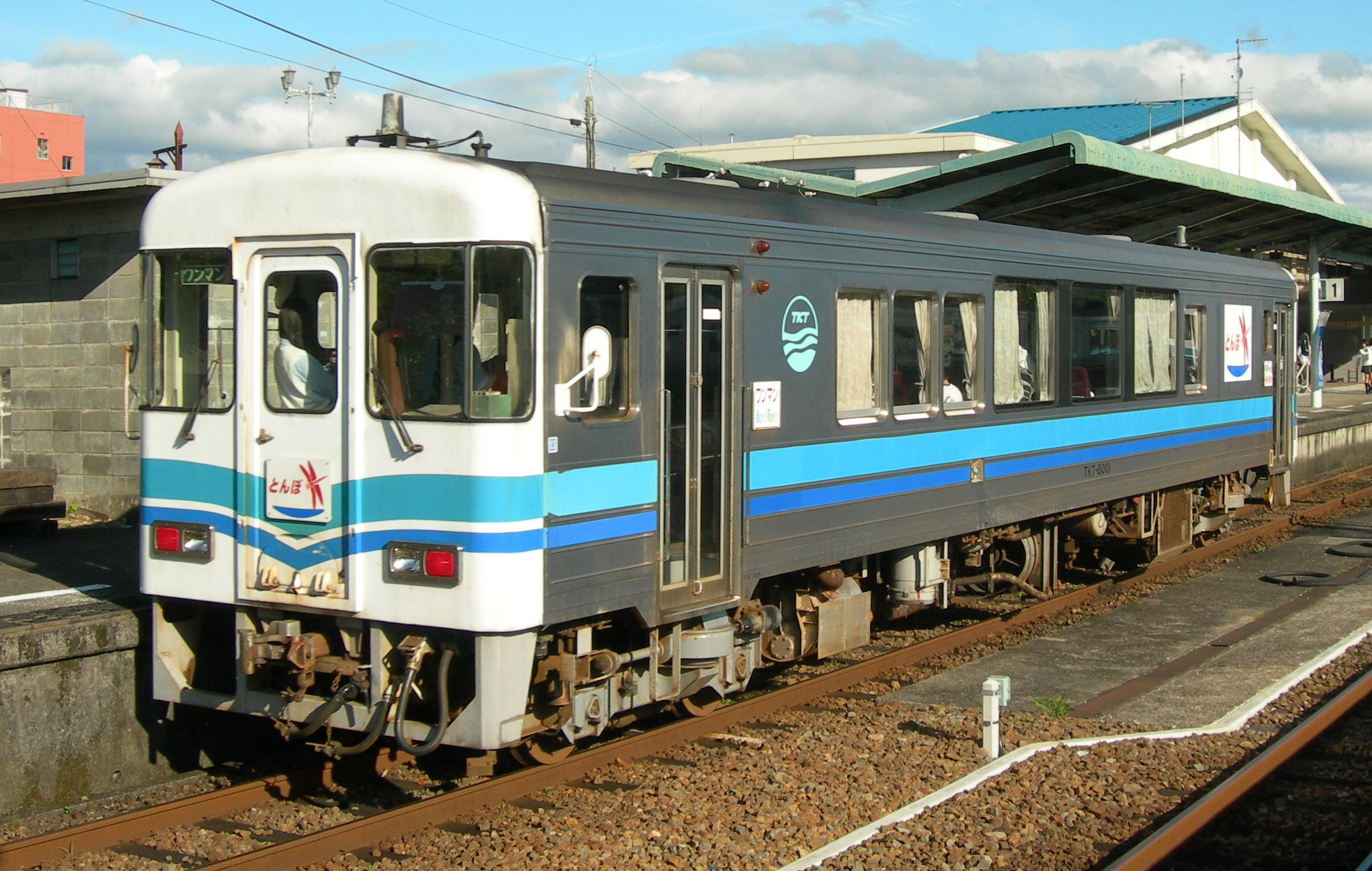
Rame série TKT 8000
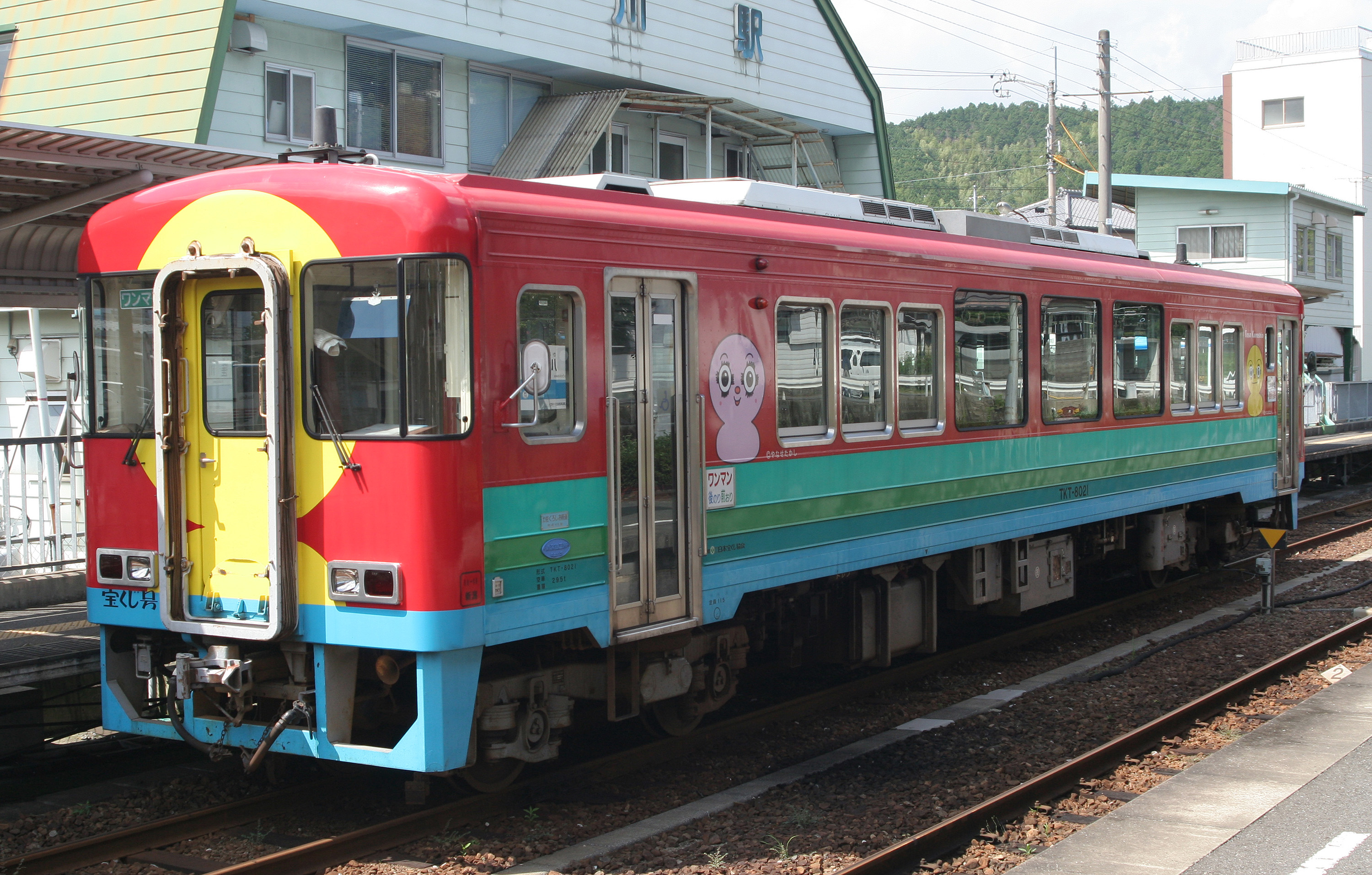
Rame série TKT 8000
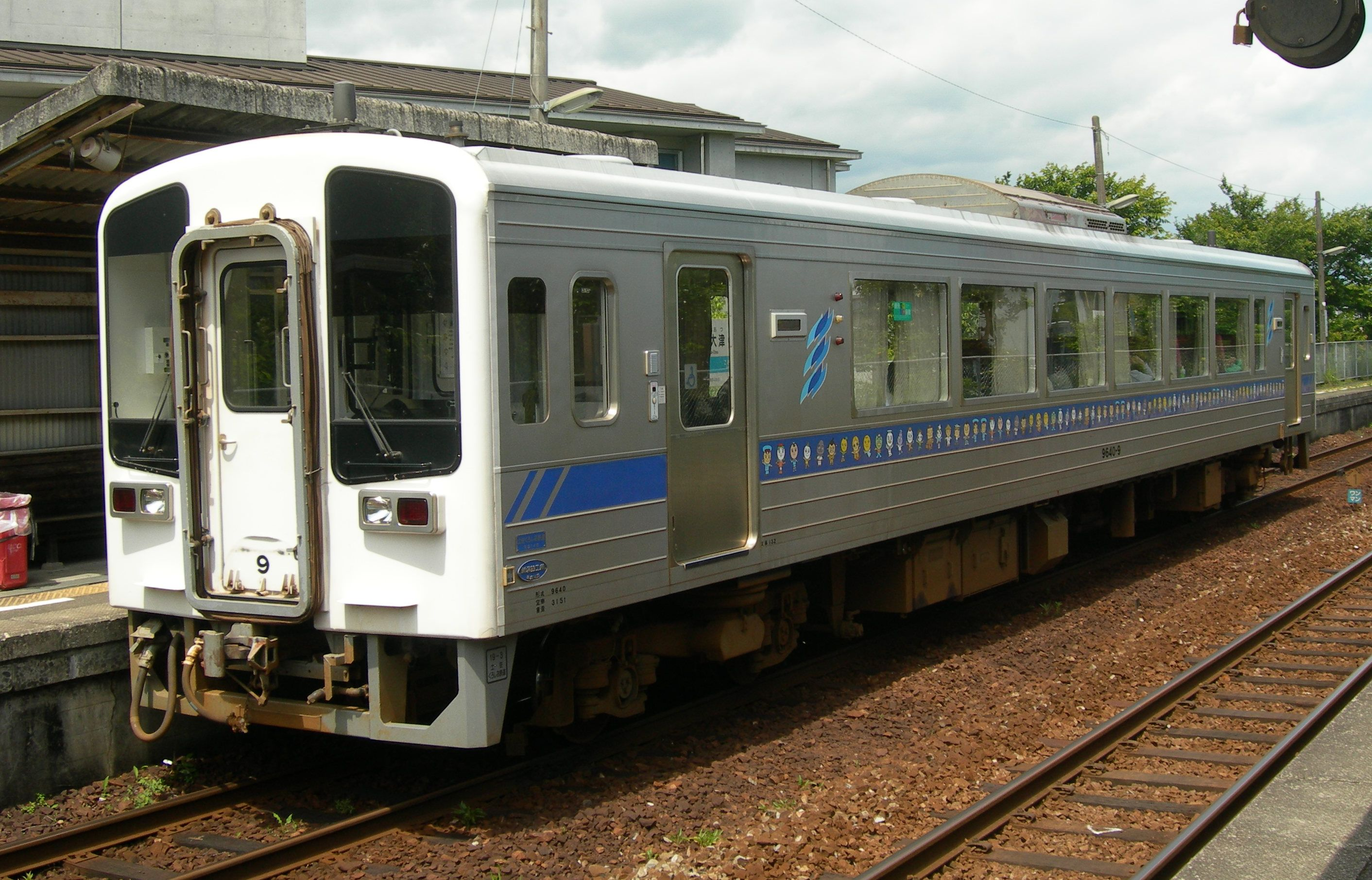
Rame série 9640
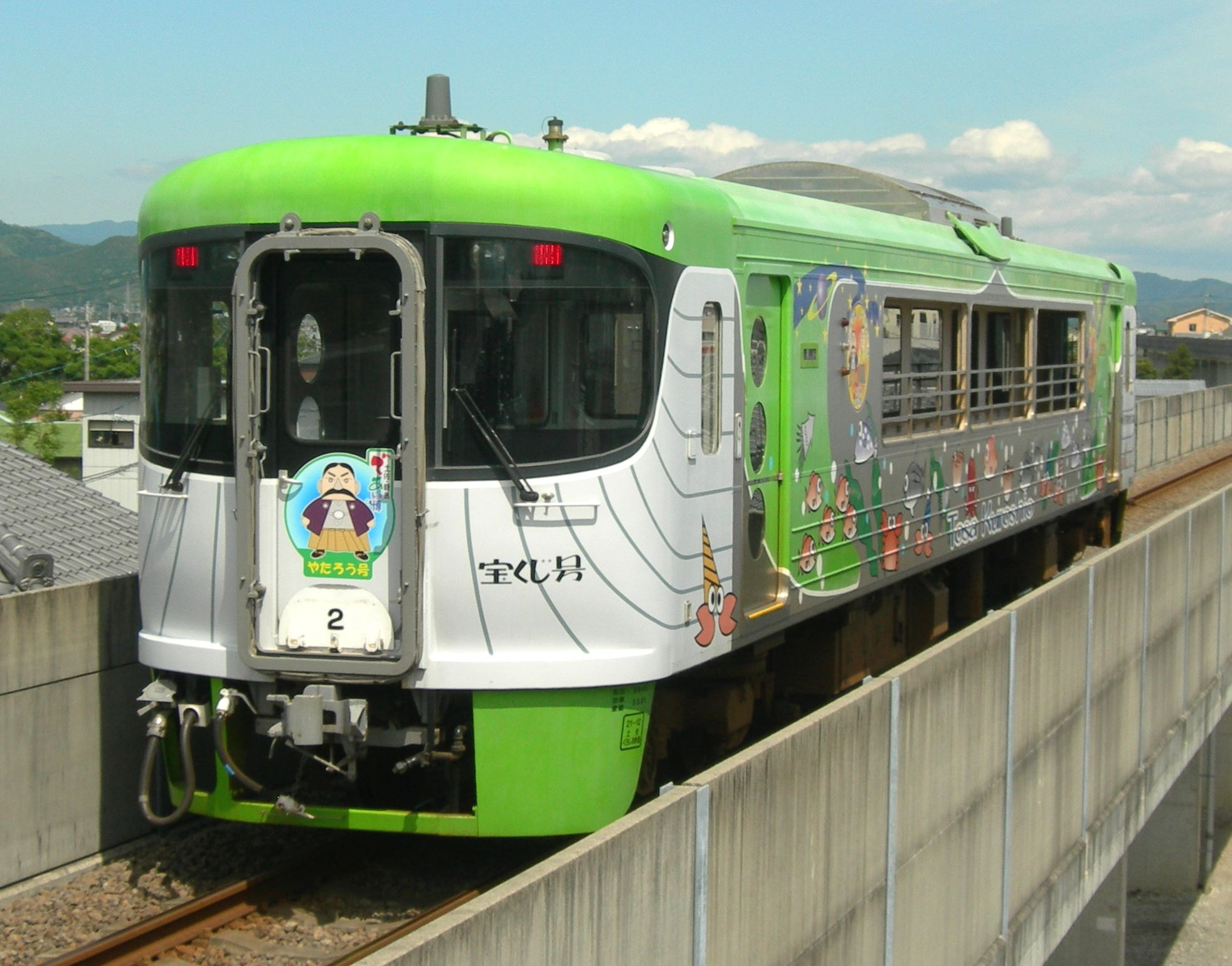
Rame série 9640